# Campeonato de Verano 2011 (Costa Rica)
El Campeonato de Verano 2011 fue la edición 96° del torneo de liga de la Primera División del fútbol costarricense, que concluyó la temporada 2010-11.

## Sistema de competición
El torneo de la Primera División está conformado en dos partes:
- Fase de clasificación: Se integra por las 16 jornadas del torneo.
- Fase final: Se integra por los cuartos de final, semifinales y final.

### Fase de clasificación
En la fase de clasificación se observará el sistema de puntos. La ubicación en la tabla general está sujeta a lo siguiente:
- Por juego ganado se obtendrán tres puntos.
- Por juego empatado se obtendrá un punto.
- Por juego perdido no se otorgan puntos.

En esta fase participan los 12 clubes de la Primera División jugando en dos grupos A y B durante las 16 jornadas respectivas.
El orden de los clubes al final de la fase de calificación del torneo corresponderá a la suma de los puntos obtenidos por cada uno de ellos y se presentará en forma descendente. Si al finalizar las 16 jornadas del torneo, dos o más clubes estuviesen empatados en puntos, su posición en la tabla general será determinada atendiendo a los siguientes criterios de desempate:
1. Mayor diferencia positiva general de goles. Este resultado se obtiene mediante la sumatoria de los goles anotados a todos los rivales, en cada campeonato menos los goles recibidos de estos.
2. Mayor cantidad de goles a favor, anotados a todos los rivales dentro de la misma competencia.
3. Mejor puntuación particular que hayan conseguido en las confrontaciones particulares entre ellos mismos.
4. Mayor diferencia positiva particular de goles, la cual se obtiene sumando los goles de los equipos empatados y restándole los goles recibidos.
5. Mayor cantidad de goles a favor que hayan conseguido en las confrontaciones entre ellos mismos.
6. Como última alternativa, la UNAFUT realizaría un sorteo para el desempate.

### Fase final
Los ocho clubes calificados para esta fase del torneo serán reubicados de acuerdo con el lugar que ocupen en la tabla general al término de la jornada 16, con el puesto del número uno al club mejor clasificado, y así hasta el octavo. Los partidos a esta fase se desarrollan a visita recíproca, en las siguientes etapas:
- Cuartos de final
- Semifinales
- Final

## Información de los equipos
| Equipo                    | Entrenador          | Ciudad                  | Estadio           | Capacidad | Fundación       |
| ------------------------- | ------------------- | ----------------------- | ----------------- | --------- | --------------- |
| A. D. Barrio México       | Marvin Solano       | Barrio México, San José | "Colleya" Fonseca | 4 500     | 1948 (63 años)  |
| A. D. San Carlos          | Daniel Casas        | San Carlos, Alajuela    | Carlos Ugalde     | 5 600     | 1965 (46 años)  |
| Brujas F. C.              | Luis Torres Mora    | Desamparados, San José  | "Cuty" Monge      | 5 500     | 2004 (7 años)   |
| C. S. Cartaginés          | Johnny Chaves       | Cartago                 | "Fello" Meza      | 13 500    | 1906 (104 años) |
| C. S. Herediano           | Alejandro Giuntini  | Heredia                 | Rosabal Cordero   | 8 721     | 1921 (89 años)  |
| Deportivo Saprissa        | Juan Manuel Álvarez | Tibás, San José         | Ricardo Saprissa  | 23 112    | 1935 (75 años)  |
| L. D. Alajuelense         | Óscar Ramírez       | Alajuela                | Morera Soto       | 17 895    | 1919 (91 años)  |
| Limón F. C.               | Ronald Mora         | Limón                   | Juan Gobán        | 2 349     | 1961 (49 años)  |
| Pérez Zeledón             | Jeaustin Campos     | Pérez Zeledón, San José | Municipal         | 6 100     | 1991 (19 años)  |
| Puntarenas F. C.          | Juan Luis Hernández | Puntarenas              | "Lito" Pérez      | 4 105     | 2004 (6 años)   |
| Santos de Guápiles        | Gustavo Martínez    | Guápiles, Limón         | Ebal Rodríguez    | 4 500     | 1961 (49 años)  |
| Universidad de Costa Rica | Ivan Mraz           | Montes de Oca, San José | Ecológico         | 1 800     | 1941 (69 años)  |

### Equipos por provincia
| Saprissa Herediano Brujas Alajuelense San Carlos Limón UCR Pérez Zeledón Cartaginés Puntarenas Santos Barrio México |

| Provincia  | N.º | Equipos                                                                    |
| ---------- | --- | -------------------------------------------------------------------------- |
| San José   | 5   | Barrio México, Brujas, Pérez Zeledón, Saprissa y Universidad de Costa Rica |
| Alajuela   | 2   | Alajuelense y San Carlos                                                   |
| Limón      | 2   | Limón y Santos                                                             |
| Cartago    | 1   | Cartaginés                                                                 |
| Heredia    | 1   | Herediano                                                                  |
| Puntarenas | 1   | Puntarenas                                                                 |

## Fase de clasificación

### Tabla de posiciones

#### Grupo A
| Pos. | Equipo              | Pts. | PJ | G  | E | P  | GF | GC | Dif. |  |
| ---- | ------------------- | ---- | -- | -- | - | -- | -- | -- | ---- |  |
| 1    | Deportivo Saprissa  | 33   | 16 | 10 | 3 | 3  | 31 | 14 | +17  |  |
| 2    | Limón F. C.         | 29   | 16 | 8  | 5 | 3  | 31 | 18 | +13  |  |
| 3    | C. S. Cartaginés    | 28   | 16 | 7  | 7 | 2  | 25 | 14 | +11  |  |
| 4    | Pérez Zeledón       | 21   | 16 | 6  | 3 | 7  | 23 | 21 | +2   |  |
| 5    | Puntarenas F. C.    | 11   | 16 | 3  | 2 | 11 | 16 | 27 | −11  |  |
| 6    | A. D. Barrio México | 8    | 16 | 2  | 2 | 12 | 11 | 37 | −26  |  |

 Fuente: UNAFUT
Criterios de clasificación: Puntos · Diferencia de goles · Goles a favor
|  | Clasifica directo a los cuartos de final.            |
|  | Clasifica a los cuartos de final por mejor posición. |
|  | Último lugar.                                        |

#### Grupo B
| Pos. | Equipo                    | Pts. | PJ | G | E | P | GF | GC | Dif. |  |
| ---- | ------------------------- | ---- | -- | - | - | - | -- | -- | ---- |  |
| 1    | L. D. Alajuelense         | 31   | 16 | 9 | 4 | 3 | 26 | 20 | +6   |  |
| 2    | A. D. San Carlos          | 30   | 16 | 9 | 3 | 4 | 23 | 16 | +7   |  |
| 3    | C. S. Herediano           | 26   | 16 | 6 | 8 | 2 | 25 | 19 | +6   |  |
| 4    | Santos de Guápiles        | 16   | 16 | 4 | 4 | 8 | 18 | 24 | −6   |  |
| 5    | Brujas F. C.              | 16   | 16 | 4 | 4 | 8 | 22 | 31 | −9   |  |
| 6    | Universidad de Costa Rica | 15   | 16 | 4 | 3 | 9 | 18 | 28 | −10  |  |

 Fuente: UNAFUT
Criterios de clasificación: Puntos · Diferencia de goles · Goles a favor
|  | Clasifica directo a los cuartos de final.            |
|  | Clasifica a los cuartos de final por mejor posición. |
|  | Último lugar.                                        |

#### Tabla acumulada de la temporada
| Pos. | Equipo                    | Pts. | PJ | G  | E  | P  | GF | GC | Dif. |  |
| ---- | ------------------------- | ---- | -- | -- | -- | -- | -- | -- | ---- |  |
| 1    | L. D. Alajuelense         | 67   | 32 | 20 | 7  | 5  | 55 | 33 | +22  |  |
| 2    | C. S. Herediano           | 55   | 32 | 14 | 13 | 5  | 58 | 37 | +21  |  |
| 3    | A. D. San Carlos          | 55   | 32 | 16 | 7  | 9  | 42 | 34 | +8   |  |
| 4    | C. S. Cartaginés          | 51   | 32 | 13 | 12 | 7  | 47 | 34 | +13  |  |
| 5    | Deportivo Saprissa        | 49   | 32 | 14 | 7  | 11 | 57 | 41 | +16  |  |
| 6    | Limón F. C.               | 46   | 32 | 13 | 7  | 12 | 49 | 40 | +9   |  |
| 7    | Pérez Zeledón             | 42   | 32 | 12 | 6  | 14 | 43 | 43 | 0    |  |
| 8    | C. D. Barrio México       | 39   | 32 | 11 | 6  | 15 | 37 | 55 | −18  |  |
| 9    | Brujas F. C.              | 37   | 32 | 10 | 7  | 15 | 55 | 60 | −5   |  |
| 10   | Santos de Guápiles        | 36   | 32 | 8  | 12 | 12 | 34 | 50 | −16  |  |
| 11   | Puntarenas F. C.          | 29   | 32 | 8  | 5  | 19 | 39 | 54 | −15  |  |
| 12   | Universidad de Costa Rica | 23   | 32 | 6  | 5  | 21 | 31 | 66 | −35  |  |

 Fuente: UNAFUT
Criterios de clasificación: Puntos · Diferencia de goles · Goles a favor
Notas:
1. ↑  Barrio México fue desafiliado de la liga el 1 de marzo por problemas administrativos, se acordó que sus últimos 6 juegos de la fase clasificatoria los perdería por marcador de 0 - 3.

|  | Clasifica a la Liga de Campeones 2011-12. |
|  | Desciende a la Segunda División.          |

### Resumen de resultados
| Local / Visita            | SC    | BRU   | BM    | CSC   | CSH   | SAP   | LDA   | LIM   | MPZ   | PFC   | SAN   | UCR   |
| ------------------------- | ----- | ----- | ----- | ----- | ----- | ----- | ----- | ----- | ----- | ----- | ----- | ----- |
| A. D. San Carlos          |       | 3 - 0 | 2 - 1 | 1 - 0 | 2 - 1 |       | 1 - 2 | 2 - 0 |       |       | 1 - 0 | 1 - 0 |
| Brujas F. C.              | 3 - 3 |       |       |       | 2 - 2 | 0 - 4 | 3 - 0 |       | 1 - 3 | 1 - 1 | 1 - 2 | 1 - 2 |
| C. D. Barrio México       |       |       |       | 1 - 3 |       | 0 - 3 | 3 - 2 | 0 - 3 | 1 - 2 | 1 - 0 |       | 2 - 4 |
| C. S. Cartaginés          |       | 1 - 1 | 3 - 0 |       |       | 1 - 2 |       | 4 - 1 | 2 - 2 | 2 - 0 |       | 1 - 0 |
| C. S. Herediano           | 3 - 2 | 2 - 1 | 1 - 1 | 3 - 3 |       |       | 0 - 1 | 2 - 2 |       |       | 2 - 0 | 1 - 0 |
| Deportivo Saprissa        |       |       | 3 - 0 | 0 - 0 | 0 - 2 |       |       | 0 - 3 | 1 - 0 | 2 - 0 | 3 - 0 |       |
| L. D. Alajuelense         | 0 - 0 | 4 - 1 |       |       | 1 - 1 | 2 - 1 |       |       | 1 - 0 | 3 - 2 | 3 - 2 | 2 - 2 |
| Limón F. C.               |       | 2 - 1 | 1 - 1 | 2 - 2 |       | 0 - 2 | 1 - 0 |       | 4 - 0 | 3 - 1 |       | 3 - 0 |
| Pérez Zeledón             | 0 - 1 |       | 3 - 0 | 0 - 1 | 2 - 2 | 2 - 3 |       | 1 - 1 |       | 3 - 1 | 3 - 0 |       |
| Puntarenas F. C.          | 0 - 2 |       | 3 - 0 | 0 - 1 |       | 2 - 2 |       | 1 - 4 | 1 - 2 |       | 2 - 0 |       |
| Santos de Guápiles        | 1 - 1 | 1 - 2 | 2 - 0 | 0 - 0 | 1 - 1 |       | 1 - 2 |       |       |       |       | 4 - 1 |
| Universidad de Costa Rica | 2 - 1 | 1 - 2 |       |       | 1 - 1 | 2 - 2 | 1 - 2 |       |       | 0 - 2 | 1 - 3 |       |

|  | Victoria del equipo local     |
|  | Empate                        |
|  | Victoria del equipo visitante |

## Fase final

### Cuadro de desarrollo
|  | Cuartos de final                           | Cuartos de final                           | Cuartos de final                           | Cuartos de final                           | Cuartos de final                           |   |   | Semifinales                                        | Semifinales                                        | Semifinales                                        | Semifinales                                        | Semifinales                                        |  |   | Final                               | Final                               | Final                               | Final                               | Final                               |  |
|  | 9 / 10 de abril (ida) 17 de abril (vuelta) | 9 / 10 de abril (ida) 17 de abril (vuelta) | 9 / 10 de abril (ida) 17 de abril (vuelta) | 9 / 10 de abril (ida) 17 de abril (vuelta) | 9 / 10 de abril (ida) 17 de abril (vuelta) |   |   | 24 de abril (ida) 30 de abril / 1 de mayo (vuelta) | 24 de abril (ida) 30 de abril / 1 de mayo (vuelta) | 24 de abril (ida) 30 de abril / 1 de mayo (vuelta) | 24 de abril (ida) 30 de abril / 1 de mayo (vuelta) | 24 de abril (ida) 30 de abril / 1 de mayo (vuelta) |  |   | 8 de mayo (ida) 14 de mayo (vuelta) | 8 de mayo (ida) 14 de mayo (vuelta) | 8 de mayo (ida) 14 de mayo (vuelta) | 8 de mayo (ida) 14 de mayo (vuelta) | 8 de mayo (ida) 14 de mayo (vuelta) |  |
|  |                                            |                                            |                                            |                                            |                                            |   |   |                                                    |                                                    |                                                    |                                                    |                                                    |  |   |                                     |                                     |                                     |                                     |                                     |  |
|  |                                            |                                            |                                            |                                            |                                            |   |   |                                                    |                                                    |                                                    |                                                    |                                                    |  |   |                                     |                                     |                                     |                                     |                                     |  |
|  | 6                                          | C. S. Herediano                            | 2                                          | 2                                          | 4                                          |   |   |                                                    |                                                    |                                                    |                                                    |                                                    |  |   |                                     |                                     |                                     |                                     |                                     |  |
|  | 6                                          | C. S. Herediano                            | 2                                          | 2                                          | 4                                          |   |   |                                                    |                                                    |                                                    |                                                    |                                                    |  |   |                                     |                                     |                                     |                                     |                                     |  |
|  | 4                                          | Limón F. C.                                | 0                                          | 2                                          | 2                                          |   |   |                                                    |                                                    |                                                    |                                                    |                                                    |  |   |                                     |                                     |                                     |                                     |                                     |  |
|  | 4                                          | Limón F. C.                                | 0                                          | 2                                          | 2                                          |   | 6 | C. S. Herediano                                    | 4                                                  | 0                                                  | 4                                                  |                                                    |  |   |                                     |                                     |                                     |                                     |                                     |  |
|  |                                            |                                            |                                            |                                            |                                            |   | 6 | C. S. Herediano                                    | 4                                                  | 0                                                  | 4                                                  |                                                    |  |   |                                     |                                     |                                     |                                     |                                     |  |
|  |                                            |                                            | 2                                          | L. D. Alajuelense                          | 2                                          | 4 | 6 |                                                    |                                                    |                                                    |                                                    |                                                    |  |   |                                     |                                     |                                     |                                     |                                     |  |
|  | 7                                          | Pérez Zeledón                              | 2                                          | L. D. Alajuelense                          | 2                                          | 4 | 6 | 1                                                  | 0                                                  | 1                                                  |                                                    |                                                    |  |   |                                     |                                     |                                     |                                     |                                     |  |
|  | 7                                          | Pérez Zeledón                              |                                            |                                            |                                            |   |   |                                                    |                                                    | 1                                                  |                                                    |                                                    |  |   |                                     |                                     |                                     |                                     |                                     |  |
|  | 2                                          | L. D. Alajuelense                          | 1                                          | 1                                          | 2                                          |   |   |                                                    |                                                    |                                                    |                                                    |                                                    |  |   |                                     |                                     |                                     |                                     |                                     |  |
|  | 2                                          | L. D. Alajuelense                          | 1                                          | 1                                          | 2                                          |   |   |                                                    |                                                    |                                                    |                                                    |                                                    |  | 2 | L. D. Alajuelense                   | 1                                   | 1                                   | 2                                   |                                     |  |
|  |                                            |                                            |                                            |                                            |                                            |   |   |                                                    |                                                    |                                                    |                                                    |                                                    |  | 2 | L. D. Alajuelense                   | 1                                   | 1                                   | 2                                   |                                     |  |
|  |                                            |                                            | 3                                          | A. D. San Carlos                           | 0                                          | 0 | 0 |                                                    |                                                    |                                                    |                                                    |                                                    |  |   |                                     |                                     |                                     |                                     |                                     |  |
|  | 5                                          | C. S. Cartaginés                           | 3                                          | A. D. San Carlos                           | 0                                          | 0 | 0 | 1                                                  | 1                                                  | 2                                                  |                                                    |                                                    |  |   |                                     |                                     |                                     |                                     |                                     |  |
|  | 5                                          | C. S. Cartaginés                           |                                            |                                            |                                            |   |   |                                                    |                                                    | 2                                                  |                                                    |                                                    |  |   |                                     |                                     |                                     |                                     |                                     |  |
|  | 3                                          | A. D. San Carlos                           | 1                                          | 4                                          | 5                                          |   |   |                                                    |                                                    |                                                    |                                                    |                                                    |  |   |                                     |                                     |                                     |                                     |                                     |  |
|  | 3                                          | A. D. San Carlos                           | 1                                          | 4                                          | 5                                          |   | 3 | A. D. San Carlos                                   | 1                                                  | 2                                                  | 3                                                  |                                                    |  |   |                                     |                                     |                                     |                                     |                                     |  |
|  |                                            |                                            |                                            |                                            |                                            |   | 3 | A. D. San Carlos                                   | 1                                                  | 2                                                  | 3                                                  |                                                    |  |   |                                     |                                     |                                     |                                     |                                     |  |
|  |                                            |                                            | 1                                          | Deportivo Saprissa                         | 2                                          | 0 | 2 |                                                    |                                                    |                                                    |                                                    |                                                    |  |   |                                     |                                     |                                     |                                     |                                     |  |
|  | 8                                          | Santos de Guápiles                         | 1                                          | Deportivo Saprissa                         | 2                                          | 0 | 2 | 1                                                  | 1                                                  | 2                                                  |                                                    |                                                    |  |   |                                     |                                     |                                     |                                     |                                     |  |
|  | 8                                          | Santos de Guápiles                         |                                            |                                            |                                            |   |   |                                                    |                                                    | 2                                                  |                                                    |                                                    |  |   |                                     |                                     |                                     |                                     |                                     |  |
|  | 1                                          | Deportivo Saprissa                         | 2                                          | 1                                          | 3                                          |   |   |                                                    |                                                    |                                                    |                                                    |                                                    |  |   |                                     |                                     |                                     |                                     |                                     |  |
|  | 1                                          | Deportivo Saprissa                         | 2                                          | 1                                          | 3                                          |   |   |                                                    |                                                    |                                                    |                                                    |                                                    |  |   |                                     |                                     |                                     |                                     |                                     |  |
|  |                                            |                                            |                                            |                                            |                                            |   |   |                                                    |                                                    |                                                    |                                                    |                                                    |  |   |                                     |                                     |                                     |                                     |                                     |  |

### Cuartos de final

#### Saprissa vs. Santos
| 10 de abril de 2011, 15:00 | Santos de Guápiles          | 1:2 (1:1) | Deportivo Saprissa                           | Estadio Ebal Rodríguez, Guápiles, Limón                   |                                                           |
|                            | - Ricardo Blanco 17' (a.g.) | Reporte   | - Luis Diego Cordero 9' - Allan Alemán 90+1' | Asistencia: 3 745 espectadores Árbitro(s): Henry Bejarano | Asistencia: 3 745 espectadores Árbitro(s): Henry Bejarano |

| 17 de abril de 2011, 17:00 | Deportivo Saprissa | 1:1 (0:1) (Global 3:2) | Santos de Guápiles     | Estadio Ricardo Saprissa, Tibás, San José                 |                                                           |
|                            | - José Mena 61'    | Reporte                | - Daniel Colindres 25' | Asistencia: 4 000 espectadores Árbitro(s): Wálter Quesada | Asistencia: 4 000 espectadores Árbitro(s): Wálter Quesada |

#### Alajuelense vs. Pérez Zeledón
| 10 de abril de 2011, 16:00 | Pérez Zeledón        | 1:1 (0:0) | L. D. Alajuelense       | Estadio Municipal, Pérez Zeledón, San José           |                                                      |
|                            | - César Elizondo 48' | Reporte   | - Jonathan McDonald 90' | Asistencia: 2 500 espectadores Árbitro(s): Hugo Cruz | Asistencia: 2 500 espectadores Árbitro(s): Hugo Cruz |

| 17 de abril de 2011, 16:30 | L. D. Alajuelense  | 1:0 (1:0) (Global 2:1) | Pérez Zeledón | Estadio Morera Soto, Alajuela                          |                                                        |
|                            | - Allen Guevara 5' | Reporte                |               | Asistencia: 7 000 espectadores Árbitro(s): Rafael Vega | Asistencia: 7 000 espectadores Árbitro(s): Rafael Vega |

#### San Carlos vs. Cartaginés
| 10 de abril de 2011, 11:00 | C. S. Cartaginés            | 1:1 (0:1) | A. D. San Carlos   | Estadio "Fello" Meza, Cartago                             |                                                           |
|                            | - Randall Brenes 82' (pen.) | Reporte   | - Michael Mora 44' | Asistencia: 6 000 espectadores Árbitro(s): Randall Poveda | Asistencia: 6 000 espectadores Árbitro(s): Randall Poveda |

| 17 de abril de 2011, 15:00 | A. D. San Carlos                                                  | 4:1 (1:0) (Global 5:2) | C. S. Cartaginés | Estadio Carlos Ugalde, San Carlos, Alajuela             |                                                         |
|                            | - Álvaro Sánchez 45', 89' - Manfred Russell 79' - Mario Bello 81' | Reporte                | - Diego País 52' | Asistencia: 3 200 espectadores Árbitro(s): Vinicio Mena | Asistencia: 3 200 espectadores Árbitro(s): Vinicio Mena |

#### Limón vs. Herediano
| 9 de abril de 2011, 20:00 | C. S. Herediano                        | 2:0 (0:0) | Limón F. C. | Estadio Rosabal Cordero, Heredia                             |                                                              |
|                           | - Víctor Núñez 59' - Jorge Barbosa 66' | Reporte   |             | Asistencia: 3 800 espectadores Árbitro(s): Francisco Venegas | Asistencia: 3 800 espectadores Árbitro(s): Francisco Venegas |

| 17 de abril de 2011, 14:00 | Limón F. C.                                       | 2:2 (1:1) (Global 2:4) | C. S. Herediano                             | Estadio Juan Gobán, Limón                                    |                                                              |
|                            | - Christian Montero 6' (a.g.) - Yozhimar Reid 59' | Reporte                | - Víctor Núñez 23' - José Miguel Cubero 61' | Asistencia: 3 680 espectadores Árbitro(s): Alexandro Jiménez | Asistencia: 3 680 espectadores Árbitro(s): Alexandro Jiménez |

### Semifinales

#### Saprissa vs. San Carlos
| 24 de abril de 2011, 17:00 | A. D. San Carlos       | 1:2 (0:0) | Deportivo Saprissa                          | Estadio Carlos Ugalde, San Carlos, Alajuela               |                                                           |
|                            | - Kenny Cunningham 75' | Reporte   | - Armando Alonso 51' - Douglas Sequeira 86' | Asistencia: 5 000 espectadores Árbitro(s): Henry Bejarano | Asistencia: 5 000 espectadores Árbitro(s): Henry Bejarano |

| 1 de mayo de 2011, 17:00 | Deportivo Saprissa | 0:2 (0:1) (Global 2:3) | A. D. San Carlos                           | Estadio Ricardo Saprissa, Tibás, San José                 |                                                           |
|                          |                    | Reporte                | - Kenny Cunningham 4' - Álvaro Sánchez 82' | Asistencia: 11 000 espectadores Árbitro(s): Jeffrey Solís | Asistencia: 11 000 espectadores Árbitro(s): Jeffrey Solís |

#### Alajuelense vs. Herediano
| 24 de abril de 2011, 17:00 | C. S. Herediano                                                             | 4:2 (2:2) | L. D. Alajuelense                        | Estadio Rosabal Cordero, Heredia                          |                                                           |
|                            | - Víctor Núñez 26' - Olman Vargas 32' - José Carlos Cancela 62', 81' (pen.) | Reporte   | - Jonathan McDonald 21' - Leandrinho 45' | Asistencia: 5 300 espectadores Árbitro(s): Randall Poveda | Asistencia: 5 300 espectadores Árbitro(s): Randall Poveda |

| 30 de abril de 2011, 20:00 | L. D. Alajuelense                                                  | 4:0 (1:0) (Global 6:4) | C. S. Herediano | Estadio Morera Soto, Alajuela                                 |                                                               |
|                            | - Jonathan McDonald 26', 65' - Pablo Gabas 49' - Allen Guevara 53' | Reporte                |                 | Asistencia: 12 000 espectadores Árbitro(s): Alexandro Jiménez | Asistencia: 12 000 espectadores Árbitro(s): Alexandro Jiménez |

### Final

#### Alajuelense vs. San Carlos
| 8 de mayo de 2011, 17:00 | A. D. San Carlos | 0:1 (0:0) | L. D. Alajuelense      | Estadio Carlos Ugalde, San Carlos, Alajuela               |                                                           |
|                          |                  | Reporte   | - José Salvatierra 81' | Asistencia: 6 000 espectadores Árbitro(s): Randall Poveda | Asistencia: 6 000 espectadores Árbitro(s): Randall Poveda |

| 14 de mayo de 2011, 20:00 | L. D. Alajuelense  | 1:0 (0:0) (Global 2:0) | A. D. San Carlos | Estadio Morera Soto, Alajuela                         |                                                       |
|                           | - Kevin Sancho 81' | Reporte                |                  | Asistencia: 18 000 espectadores Árbitro(s): Hugo Cruz | Asistencia: 18 000 espectadores Árbitro(s): Hugo Cruz |

#### Final - ida
| 21    | POR   | Donny Grant      |     |
| 8     | DEF   | Edder Monguío    |     |
| 4     | DEF   | Mario Bello      |     |
| 23    | DEF   | Víctor Portuguez |     |
| 12    | DEF   | Michael Mora     |     |
| 25    | MED   | Manfred Russell  |     |
| 10    | MED   | Álvaro Sánchez   |     |
| 6     | MED   | Carlos Acosta    | 68' |
| 7     | MED   | Félix Montoya    |     |
| 19    | DEL   | Erick Scott      | 79' |
| 24    | DEL   | Kenny Cunningham |     |
| D. T. | D. T. | Daniel Casas     |     |

| 1     | POR   | Patrick Pemberton   |     |
| 3     | DEF   | Luis Marín          |     |
| 25    | DEF   | Johnny Acosta       |     |
| 6     | DEF   | José Salvatierra    |     |
| 17    | DEF   | Kevin Sancho        |     |
| 5     | MED   | Christian Oviedo    |     |
| 10    | MED   | Marcelo Sarvas      | 90' |
| 28    | MED   | Juan Gabriel Guzmán |     |
| 16    | MED   | Allen Guevara       | 67' |
| 12    | MED   | Pablo Gabas         |     |
| 19    | DEL   | Jonathan McDonald   | 73' |
| D. T. | D. T. | Óscar Ramírez       |     |

| 29 | DEL | Juan Vicente Solís | 68' |
| 15 | DEL | Kenneth Vargas     | 79' |

| 13 | MED | Luis Miguel Valle | 67' |
| 27 | DEL | Leandrinho        | 73' |
| 24 | DEF | Porfirio López    | 90' |

| 81' | José Salvatierra | 0:1 |

| 45' · 57' · 58' | Carlos Acosta Mario Bello Donny Grant |

| 40' · 52' · 82' · 89' | Marcelo Sarvas Juan Gabriel Guzmán José Salvatierra Johnny Acosta |

| 3' | Christian Oviedo |

| Principal  | Randall Poveda    |
| Asistentes | Octavio Jara      |
|            | Edwin Medaglia    |
| Cuarto     | Alexandro Jiménez |

| 21    | POR   | Donny Grant      |     |
| 8     | DEF   | Edder Monguío    |     |
| 4     | DEF   | Mario Bello      |     |
| 23    | DEF   | Víctor Portuguez |     |
| 12    | DEF   | Michael Mora     |     |
| 25    | MED   | Manfred Russell  |     |
| 10    | MED   | Álvaro Sánchez   |     |
| 6     | MED   | Carlos Acosta    | 68' |
| 7     | MED   | Félix Montoya    |     |
| 19    | DEL   | Erick Scott      | 79' |
| 24    | DEL   | Kenny Cunningham |     |
| D. T. | D. T. | Daniel Casas     |     |

| 1     | POR   | Patrick Pemberton   |     |
| 3     | DEF   | Luis Marín          |     |
| 25    | DEF   | Johnny Acosta       |     |
| 6     | DEF   | José Salvatierra    |     |
| 17    | DEF   | Kevin Sancho        |     |
| 5     | MED   | Christian Oviedo    |     |
| 10    | MED   | Marcelo Sarvas      | 90' |
| 28    | MED   | Juan Gabriel Guzmán |     |
| 16    | MED   | Allen Guevara       | 67' |
| 12    | MED   | Pablo Gabas         |     |
| 19    | DEL   | Jonathan McDonald   | 73' |
| D. T. | D. T. | Óscar Ramírez       |     |

| 29 | DEL | Juan Vicente Solís | 68' |
| 15 | DEL | Kenneth Vargas     | 79' |

| 13 | MED | Luis Miguel Valle | 67' |
| 27 | DEL | Leandrinho        | 73' |
| 24 | DEF | Porfirio López    | 90' |

| 81' | José Salvatierra | 0:1 |

| 45' · 57' · 58' | Carlos Acosta Mario Bello Donny Grant |

| 40' · 52' · 82' · 89' | Marcelo Sarvas Juan Gabriel Guzmán José Salvatierra Johnny Acosta |

| 3' | Christian Oviedo |

| Principal  | Randall Poveda    |
| Asistentes | Octavio Jara      |
|            | Edwin Medaglia    |
| Cuarto     | Alexandro Jiménez |

| 21    | POR   | Donny Grant      |     |
| 8     | DEF   | Edder Monguío    |     |
| 4     | DEF   | Mario Bello      |     |
| 23    | DEF   | Víctor Portuguez |     |
| 12    | DEF   | Michael Mora     |     |
| 25    | MED   | Manfred Russell  |     |
| 10    | MED   | Álvaro Sánchez   |     |
| 6     | MED   | Carlos Acosta    | 68' |
| 7     | MED   | Félix Montoya    |     |
| 19    | DEL   | Erick Scott      | 79' |
| 24    | DEL   | Kenny Cunningham |     |
| D. T. | D. T. | Daniel Casas     |     |

| 1     | POR   | Patrick Pemberton   |     |
| 3     | DEF   | Luis Marín          |     |
| 25    | DEF   | Johnny Acosta       |     |
| 6     | DEF   | José Salvatierra    |     |
| 17    | DEF   | Kevin Sancho        |     |
| 5     | MED   | Christian Oviedo    |     |
| 10    | MED   | Marcelo Sarvas      | 90' |
| 28    | MED   | Juan Gabriel Guzmán |     |
| 16    | MED   | Allen Guevara       | 67' |
| 12    | MED   | Pablo Gabas         |     |
| 19    | DEL   | Jonathan McDonald   | 73' |
| D. T. | D. T. | Óscar Ramírez       |     |

| 29 | DEL | Juan Vicente Solís | 68' |
| 15 | DEL | Kenneth Vargas     | 79' |

| 13 | MED | Luis Miguel Valle | 67' |
| 27 | DEL | Leandrinho        | 73' |
| 24 | DEF | Porfirio López    | 90' |

| 81' | José Salvatierra | 0:1 |

| 45' · 57' · 58' | Carlos Acosta Mario Bello Donny Grant |

| 40' · 52' · 82' · 89' | Marcelo Sarvas Juan Gabriel Guzmán José Salvatierra Johnny Acosta |

| 3' | Christian Oviedo |

| Principal  | Randall Poveda    |
| Asistentes | Octavio Jara      |
|            | Edwin Medaglia    |
| Cuarto     | Alexandro Jiménez |

| 21    | POR   | Donny Grant      |     |
| 8     | DEF   | Edder Monguío    |     |
| 4     | DEF   | Mario Bello      |     |
| 23    | DEF   | Víctor Portuguez |     |
| 12    | DEF   | Michael Mora     |     |
| 25    | MED   | Manfred Russell  |     |
| 10    | MED   | Álvaro Sánchez   |     |
| 6     | MED   | Carlos Acosta    | 68' |
| 7     | MED   | Félix Montoya    |     |
| 19    | DEL   | Erick Scott      | 79' |
| 24    | DEL   | Kenny Cunningham |     |
| D. T. | D. T. | Daniel Casas     |     |

| 1     | POR   | Patrick Pemberton   |     |
| 3     | DEF   | Luis Marín          |     |
| 25    | DEF   | Johnny Acosta       |     |
| 6     | DEF   | José Salvatierra    |     |
| 17    | DEF   | Kevin Sancho        |     |
| 5     | MED   | Christian Oviedo    |     |
| 10    | MED   | Marcelo Sarvas      | 90' |
| 28    | MED   | Juan Gabriel Guzmán |     |
| 16    | MED   | Allen Guevara       | 67' |
| 12    | MED   | Pablo Gabas         |     |
| 19    | DEL   | Jonathan McDonald   | 73' |
| D. T. | D. T. | Óscar Ramírez       |     |

| 29 | DEL | Juan Vicente Solís | 68' |
| 15 | DEL | Kenneth Vargas     | 79' |

| 13 | MED | Luis Miguel Valle | 67' |
| 27 | DEL | Leandrinho        | 73' |
| 24 | DEF | Porfirio López    | 90' |

| 81' | José Salvatierra | 0:1 |

| 45' · 57' · 58' | Carlos Acosta Mario Bello Donny Grant |

| 40' · 52' · 82' · 89' | Marcelo Sarvas Juan Gabriel Guzmán José Salvatierra Johnny Acosta |

| 3' | Christian Oviedo |

| Principal  | Randall Poveda    |
| Asistentes | Octavio Jara      |
|            | Edwin Medaglia    |
| Cuarto     | Alexandro Jiménez |

#### Final - vuelta
| 1     | POR   | Patrick Pemberton  |     |
| 4     | DEF   | Giancarlo González |     |
| 25    | DEF   | Johnny Acosta      |     |
| 24    | DEF   | Porfirio López     |     |
| 6     | DEF   | José Salvatierra   |     |
| 10    | MED   | Marcelo Sarvas     |     |
| 17    | MED   | Kevin Sancho       |     |
| 16    | MED   | Allen Guevara      | 83' |
| 12    | MED   | Pablo Gabas        | 89' |
| 13    | MED   | Luis Miguel Valle  |     |
| 19    | DEL   | Jonathan McDonald  | 62' |
| D. T. | D. T. | Óscar Ramírez      |     |

| 21    | POR   | Donny Grant      |     |
| 8     | DEF   | Edder Monguío    |     |
| 4     | DEF   | Mario Bello      |     |
| 23    | DEF   | Víctor Portuguez | 81' |
| 12    | DEF   | Michael Mora     | 82' |
| 25    | MED   | Manfred Russell  |     |
| 10    | MED   | Álvaro Sánchez   |     |
| 6     | MED   | Carlos Acosta    |     |
| 7     | MED   | Félix Montoya    |     |
| 19    | DEL   | Erick Scott      | 62' |
| 24    | DEL   | Kenny Cunningham |     |
| D. T. | D. T. | Daniel Casas     |     |

| 27 | DEL | Leandrinho   | 62' |
| 15 | DEL | Carlos Clark | 83' |
| 3  | DEF | Luis Marín   | 89' |

| 29 | DEL | Juan Vicente Solís | 62' |
| 15 | DEL | Kenneth Vargas     | 81' |
| 5  | DEF | Martín Arriola     | 82' |

| 81' | Kevin Sancho | 1:0 |

| 8' · 39' | José Salvatierra Johnny Acosta |

| 21' · 39' · 67' · 72' · 78' | Kenny Cunningham Edder Monguío Álvaro Sánchez Carlos Acosta Víctor Portuguez |

| Principal  | Hugo Cruz      |
| Asistentes | Leonel Leal    |
|            | William Castro |
| Cuarto     | Henry Bejarano |

| 1     | POR   | Patrick Pemberton  |     |
| 4     | DEF   | Giancarlo González |     |
| 25    | DEF   | Johnny Acosta      |     |
| 24    | DEF   | Porfirio López     |     |
| 6     | DEF   | José Salvatierra   |     |
| 10    | MED   | Marcelo Sarvas     |     |
| 17    | MED   | Kevin Sancho       |     |
| 16    | MED   | Allen Guevara      | 83' |
| 12    | MED   | Pablo Gabas        | 89' |
| 13    | MED   | Luis Miguel Valle  |     |
| 19    | DEL   | Jonathan McDonald  | 62' |
| D. T. | D. T. | Óscar Ramírez      |     |

| 21    | POR   | Donny Grant      |     |
| 8     | DEF   | Edder Monguío    |     |
| 4     | DEF   | Mario Bello      |     |
| 23    | DEF   | Víctor Portuguez | 81' |
| 12    | DEF   | Michael Mora     | 82' |
| 25    | MED   | Manfred Russell  |     |
| 10    | MED   | Álvaro Sánchez   |     |
| 6     | MED   | Carlos Acosta    |     |
| 7     | MED   | Félix Montoya    |     |
| 19    | DEL   | Erick Scott      | 62' |
| 24    | DEL   | Kenny Cunningham |     |
| D. T. | D. T. | Daniel Casas     |     |

| 27 | DEL | Leandrinho   | 62' |
| 15 | DEL | Carlos Clark | 83' |
| 3  | DEF | Luis Marín   | 89' |

| 29 | DEL | Juan Vicente Solís | 62' |
| 15 | DEL | Kenneth Vargas     | 81' |
| 5  | DEF | Martín Arriola     | 82' |

| 81' | Kevin Sancho | 1:0 |

| 8' · 39' | José Salvatierra Johnny Acosta |

| 21' · 39' · 67' · 72' · 78' | Kenny Cunningham Edder Monguío Álvaro Sánchez Carlos Acosta Víctor Portuguez |

| Principal  | Hugo Cruz      |
| Asistentes | Leonel Leal    |
|            | William Castro |
| Cuarto     | Henry Bejarano |

| 1     | POR   | Patrick Pemberton  |     |
| 4     | DEF   | Giancarlo González |     |
| 25    | DEF   | Johnny Acosta      |     |
| 24    | DEF   | Porfirio López     |     |
| 6     | DEF   | José Salvatierra   |     |
| 10    | MED   | Marcelo Sarvas     |     |
| 17    | MED   | Kevin Sancho       |     |
| 16    | MED   | Allen Guevara      | 83' |
| 12    | MED   | Pablo Gabas        | 89' |
| 13    | MED   | Luis Miguel Valle  |     |
| 19    | DEL   | Jonathan McDonald  | 62' |
| D. T. | D. T. | Óscar Ramírez      |     |

| 21    | POR   | Donny Grant      |     |
| 8     | DEF   | Edder Monguío    |     |
| 4     | DEF   | Mario Bello      |     |
| 23    | DEF   | Víctor Portuguez | 81' |
| 12    | DEF   | Michael Mora     | 82' |
| 25    | MED   | Manfred Russell  |     |
| 10    | MED   | Álvaro Sánchez   |     |
| 6     | MED   | Carlos Acosta    |     |
| 7     | MED   | Félix Montoya    |     |
| 19    | DEL   | Erick Scott      | 62' |
| 24    | DEL   | Kenny Cunningham |     |
| D. T. | D. T. | Daniel Casas     |     |

| 27 | DEL | Leandrinho   | 62' |
| 15 | DEL | Carlos Clark | 83' |
| 3  | DEF | Luis Marín   | 89' |

| 29 | DEL | Juan Vicente Solís | 62' |
| 15 | DEL | Kenneth Vargas     | 81' |
| 5  | DEF | Martín Arriola     | 82' |

| 81' | Kevin Sancho | 1:0 |

| 8' · 39' | José Salvatierra Johnny Acosta |

| 21' · 39' · 67' · 72' · 78' | Kenny Cunningham Edder Monguío Álvaro Sánchez Carlos Acosta Víctor Portuguez |

| Principal  | Hugo Cruz      |
| Asistentes | Leonel Leal    |
|            | William Castro |
| Cuarto     | Henry Bejarano |

| 1     | POR   | Patrick Pemberton  |     |
| 4     | DEF   | Giancarlo González |     |
| 25    | DEF   | Johnny Acosta      |     |
| 24    | DEF   | Porfirio López     |     |
| 6     | DEF   | José Salvatierra   |     |
| 10    | MED   | Marcelo Sarvas     |     |
| 17    | MED   | Kevin Sancho       |     |
| 16    | MED   | Allen Guevara      | 83' |
| 12    | MED   | Pablo Gabas        | 89' |
| 13    | MED   | Luis Miguel Valle  |     |
| 19    | DEL   | Jonathan McDonald  | 62' |
| D. T. | D. T. | Óscar Ramírez      |     |

| 21    | POR   | Donny Grant      |     |
| 8     | DEF   | Edder Monguío    |     |
| 4     | DEF   | Mario Bello      |     |
| 23    | DEF   | Víctor Portuguez | 81' |
| 12    | DEF   | Michael Mora     | 82' |
| 25    | MED   | Manfred Russell  |     |
| 10    | MED   | Álvaro Sánchez   |     |
| 6     | MED   | Carlos Acosta    |     |
| 7     | MED   | Félix Montoya    |     |
| 19    | DEL   | Erick Scott      | 62' |
| 24    | DEL   | Kenny Cunningham |     |
| D. T. | D. T. | Daniel Casas     |     |

| 27 | DEL | Leandrinho   | 62' |
| 15 | DEL | Carlos Clark | 83' |
| 3  | DEF | Luis Marín   | 89' |

| 29 | DEL | Juan Vicente Solís | 62' |
| 15 | DEL | Kenneth Vargas     | 81' |
| 5  | DEF | Martín Arriola     | 82' |

| 81' | Kevin Sancho | 1:0 |

| 8' · 39' | José Salvatierra Johnny Acosta |

| 21' · 39' · 67' · 72' · 78' | Kenny Cunningham Edder Monguío Álvaro Sánchez Carlos Acosta Víctor Portuguez |

| Principal  | Hugo Cruz      |
| Asistentes | Leonel Leal    |
|            | William Castro |
| Cuarto     | Henry Bejarano |

|                                       |
|                                       |
| Campeón L. D. Alajuelense 26.º título |

## Estadísticas

### Tabla de goleadores
Lista con los máximos goleadores del torneo.
| Jugador             | Equipo                    | Goles |
| ------------------- | ------------------------- | ----- |
| Minor Díaz          | Universidad de Costa Rica | 12    |
| Álvaro Sánchez      | A. D. San Carlos          | 10    |
| Erick Scott         | A. D. San Carlos          | 9     |
| Jonathan McDonald   | L. D. Alajuelense         | 8     |
| José Carlos Cancela | C. S. Herediano           | 8     |